# Rutherfordium
Rutherfordium är ett syntetiskt radioaktivt grundämne som tillhör transuranerna. Den mest stabila isotopen har en halveringstid på cirka 1,3 timmar.
Rutherfordium är uppkallat efter den nyzeeländsk-brittiske fysikern Ernest Rutherford. Sovjetunionen föreslog att ämnet skulle kallas för "Kurtjatovium" för att hedra fysikern Igor Kurtjatov.
Grundämnet framställdes första gången i Sovjetunionen 1964 genom att plutonium 242 bestrålades med neonkärnor.